# 側台塔截角立方體
在几何学里,  侧台塔截角立方体 是约翰逊多面体之一 (J66)。 正像其名字所暗示的, 它可以通过把 正四角台塔(J4) 和 截角立方体的各自一个八边形面结合起来得到。

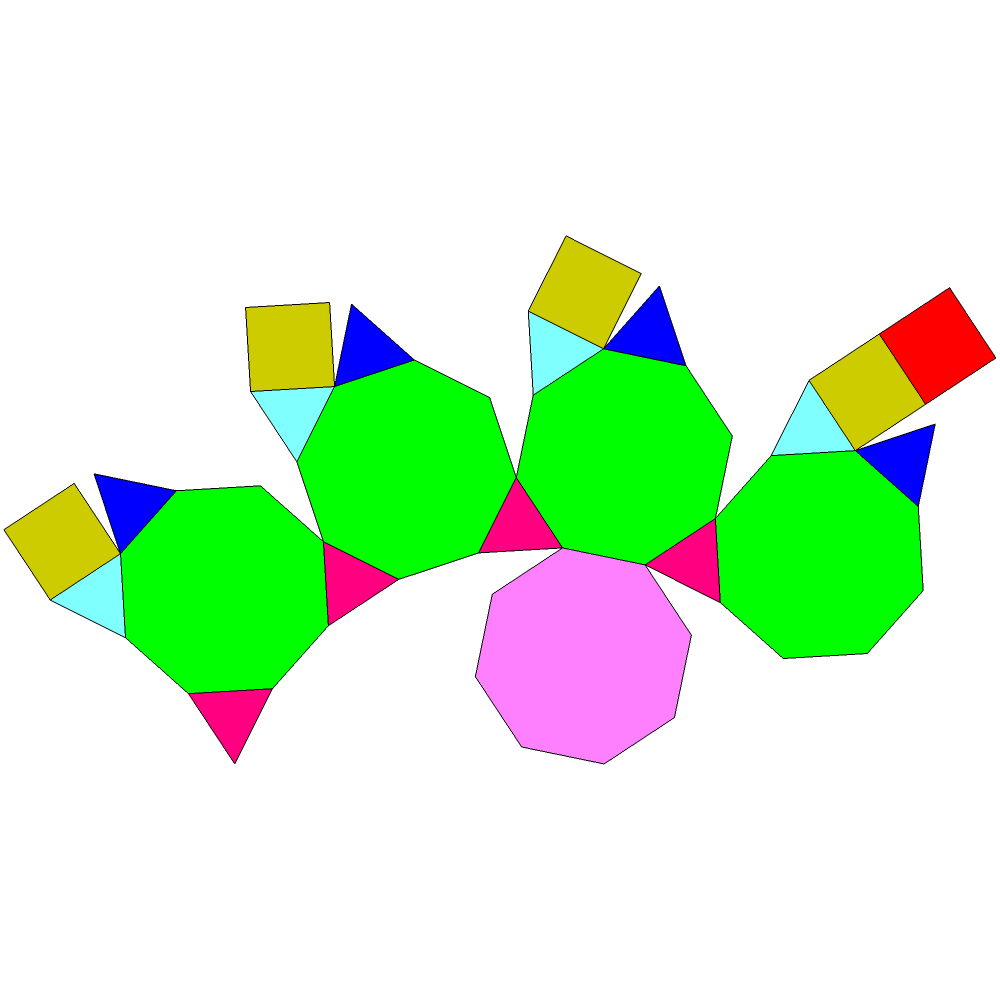
侧台塔截角立方体展开图

## 体积，表面积
棱长为a的侧台塔截角立方体的表面积（A）和体积（V）
{\displaystyle A=(15+10{\sqrt {2}}+3{\sqrt {3}})a^{2}}
{\displaystyle V=(8+{\frac {16{\sqrt {2}}}{3}})a^{3}}